# ياسو ديتشي
ياسو ديتشي (باليابانية: 大地康雄؛ بالكانا: だいち やすお) هو ممثل ياباني، ولد في 25 نوفمبر 1951 في كوماموتو في اليابان.

## وصلات خارجية
- الموقع الرسمي
- ياسو ديتشي على موقع IMDb (الإنجليزية)
- ياسو ديتشي على موقع قاعدة بيانات الفيلم (الإنجليزية)